# Кубок Кремля 2004
Кубок Кремля 2004 — тенісний турнір, що відбувся на закритих кортах з килимовим покриттям спорткомплексу Олімпійський у Москві (Росія). Це був 14-й за ліком Кубок Кремля. Належав до серії International в рамках Туру ATP 2004, а також до серії Tier I в рамках Туру WTA 2004. Тривав з 11 до 17 жовтня 2004 року. Анастасія Мискіна здобула титул і в одиночному розряді і в парному разом з Вірою Звонарьовою.

## Переможниці та фіналістки

### Одиночний розряд, чоловіки
Микола Давиденко —  Грег Руседскі, 3–6, 6–3, 7–5
- Для Миколи Давиденка це був 2-й титул за сезон і 4-й - за кар'єру.

### Одиночний розряд, жінки
Анастасія Мискіна —  Олена Дементьєва, 7–5, 6–0
- Для Анастасії Мискіної це був 3-й титул за сезоні 9-й - за кар'єру. Це був її 1-й титул Tier I за сезон і 2-й - за кар'єру. Це була її друга перемога на цьому турнірі після 2003 року.

### Парний розряд, чоловіки
Ігор Андрєєв /  Микола Давиденко —  Магеш Бгупаті /  Йонас Бйоркман, 3–6, 6–3, 6–4
- Для Андрєєва це був 1-й титул за рік і 1-й — за кар'єру. Для Давиденка це був 1-й титул за рік і 1-й — за кар'єру.

### Парний розряд, жінки
Анастасія Мискіна /  Віра Звонарьова —  Вірхінія Руано Паскуаль /  Паола Суарес, 6–3, 4–6, 6–2
- Для Мискіної це був 2-й титул за сезон і 2-й - за кар'єру. Для Звонарьової це був 1-й титул за рік і 1-й — за кар'єру.